# Loma Chica del Gallego
Loma Chica del Gallego är en ort i Mexiko.   Den ligger i kommunen Córdoba och delstaten Veracruz, i den sydöstra delen av landet, 240 km öster om huvudstaden Mexico City. Loma Chica del Gallego ligger 1 441 meter över havet och antalet invånare är 126.
Terrängen runt Loma Chica del Gallego är varierad. Runt Loma Chica del Gallego är det mycket tätbefolkat, med 2 345 invånare per kvadratkilometer. Närmaste större samhälle är Córdoba, 10,0 km söder om Loma Chica del Gallego. I omgivningarna runt Loma Chica del Gallego växer i huvudsak städsegrön lövskog.